# Уолл, Джон
Джонатан Хилдред (Джон) Уолл-младший (англ. Johnathan Hildred Wall Jr.; род. 6 сентября 1990 года, Роли, штат Северная Каролина, США) — американский баскетболист, разыгрывающий защитник, в последний раз выступавший за команду НБА «Лос-Анджелес Клипперс». 5 раз подряд участвовал в матче всех звёзд НБА (2014—2018).
Был выбран под первым номером на драфте НБА 2010 года. До профессиональной карьеры выступал за команду университета Кентукки, в которой провёл всего один год.

## Детство
Джон Уолл родился в семье Френсис Палли и Джона Кэррола Уолла-старшего. В возрасте восьми лет у Джона освободился отец из тюрьмы, но спустя месяц (24 августа 1999 года) Джон Уолл старший скончался от рака печени. Мать Джона была вынуждена работать на нескольких работах, чтобы содержать Джона, его родную сестру Сьеру и сводную сестру Тоню. Смерть отца сказалась не лучшим образом на Уолла — он начал часто вступать в конфликты с взрослыми и нередко возникали драки с одноклассниками, в основном в средней школе.

## Описание спортсмена
Уолл обладает выдающимися физическими данными, скоростью, баскетбольным интеллектом, прыгучестью и грациозностью. Благодаря внушительному размаху рук Уолл отлично играет при подборе и защищается вверху, однако нестабилен в броске. Джон не участвовал в Драфте 2009 года из-за того, что день рождения у него в сентябре, а по правилам проведения драфта игрок не достигший 19-летнего возраста не имеет право участвовать в драфте. По этой причине в апреле 2009 года Уолл заявил, что не намерен выставлять свою кандидатуру на Драфт, несмотря на то что уже тогда ему предрекали первый пик.
23 июня 2010 года компания Reebok подписала с Джоном Уоллом контракт на сумму 25 млн долларов на 5 лет, объявив его новым лицом компании, таким образом он сменил Аллена Айверсона в этой роли.

## Профессиональная карьера

### Хьюстон Рокетс (2020—2022)
2 декабря 2020 года Уолл и защищённый выбор в первом раунде драфта НБА 2020 года были обменяны в «Хьюстон Рокетс» на Рассела Уэстбрука.
В сезоне 2021/22 Уолл и «Рокетс» приняли обоюдное решение о том, что он не будет играть в сезоне, поскольку команда перестраивалась и развивала молодых защитников Кевина Портера-младшего и Джейлена Грина. 28 июня 2022 года Уолл и «Рокетс» достигли соглашения о выкупе контракта.

### Лос-Анджелес Клипперс (2022—2023)
8 июля 2022 года Уолл подписал контракт с «Лос-Анджелес Клипперс». Дебют Уолла в составе «Клипперс» состоялся 20 октября. Он набрал 15 очков, четыре подбора и три передачи в победе над «Лос-Анджелес Лейкерс».
9 февраля 2023 года Уолл был обменян в «Хьюстон Рокетс» в рамках сделки с участием «Мемфис Гриззлис». Через три дня он был отчислен.

## Статистика

### Статистика в НБА
| Сезон                                                                                    | Команда   | Регулярный сезон | Регулярный сезон | Регулярный сезон | Регулярный сезон | Регулярный сезон | Регулярный сезон | Регулярный сезон | Регулярный сезон | Регулярный сезон | Регулярный сезон | Регулярный сезон | Серия плей-офф | Серия плей-офф | Серия плей-офф | Серия плей-офф | Серия плей-офф | Серия плей-офф | Серия плей-офф | Серия плей-офф | Серия плей-офф | Серия плей-офф | Серия плей-офф |
| Сезон                                                                                    | Команда   | GP               | GS               | MPG              | FG%              | 3P%              | FT%              | RPG              | APG              | SPG              | BPG              | PPG              | GP             | GS             | MPG            | FG%            | 3P%            | FT%            | RPG            | APG            | SPG            | BPG            | PPG            |
| ---------------------------------------------------------------------------------------- | --------- | ---------------- | ---------------- | ---------------- | ---------------- | ---------------- | ---------------- | ---------------- | ---------------- | ---------------- | ---------------- | ---------------- | -------------- | -------------- | -------------- | -------------- | -------------- | -------------- | -------------- | -------------- | -------------- | -------------- | -------------- |
| 2010/11                                                                                  | Вашингтон | 69               | 64               | 37,8             | 40,9             | 29,6             | 76,6             | 4,6              | 8,3              | 1,8              | 0,5              | 16,4             | Не участвовал  | Не участвовал  | Не участвовал  | Не участвовал  | Не участвовал  | Не участвовал  | Не участвовал  | Не участвовал  | Не участвовал  | Не участвовал  | Не участвовал  |
| 2011/12                                                                                  | Вашингтон | 66               | 66               | 36,2             | 42,3             | 7,1              | 78,9             | 4,5              | 8,0              | 1,4              | 0,9              | 16,3             | Не участвовал  | Не участвовал  | Не участвовал  | Не участвовал  | Не участвовал  | Не участвовал  | Не участвовал  | Не участвовал  | Не участвовал  | Не участвовал  | Не участвовал  |
| 2012/13                                                                                  | Вашингтон | 49               | 42               | 32,7             | 44,1             | 26,7             | 80,4             | 4,0              | 7,6              | 1,3              | 0,8              | 18,5             | Не участвовал  | Не участвовал  | Не участвовал  | Не участвовал  | Не участвовал  | Не участвовал  | Не участвовал  | Не участвовал  | Не участвовал  | Не участвовал  | Не участвовал  |
| 2013/14                                                                                  | Вашингтон | 82               | 82               | 36,3             | 43,3             | 35,1             | 80,5             | 4,1              | 8,8              | 1,8              | 0,5              | 19,3             | 11             | 11             | 38,1           | 36,6           | 21,9           | 76,5           | 4,0            | 7,1            | 1,6            | 0,7            | 16,3           |
| 2014/15                                                                                  | Вашингтон | 79               | 79               | 35,9             | 44,5             | 30,0             | 78,5             | 4,6              | 10,0             | 1,7              | 0,6              | 17,6             | 7              | 7              | 38,9           | 39,1           | 17,6           | 84,6           | 4,7            | 11,9           | 1,4            | 1,4            | 17,4           |
| 2015/16                                                                                  | Вашингтон | 77               | 77               | 36,2             | 42,4             | 35,1             | 79,1             | 4,9              | 10,2             | 1,9              | 0,8              | 19,9             | Не участвовал  | Не участвовал  | Не участвовал  | Не участвовал  | Не участвовал  | Не участвовал  | Не участвовал  | Не участвовал  | Не участвовал  | Не участвовал  | Не участвовал  |
| 2016/17                                                                                  | Вашингтон | 78               | 78               | 36,4             | 45,1             | 32,7             | 80,1             | 4,2              | 10,7             | 2,0              | 0,6              | 23,1             | 13             | 13             | 39,0           | 45,2           | 34,4           | 83,9           | 3,7            | 10,3           | 1,6            | 1,2            | 27,2           |
| 2017/18                                                                                  | Вашингтон | 41               | 41               | 34,4             | 42,0             | 37,1             | 72,6             | 3,7              | 9,6              | 1,4              | 1,1              | 19,4             | 6              | 6              | 39,1           | 44,1           | 19,0           | 85,1           | 5,7            | 11,5           | 2,3            | 1,3            | 26,0           |
| 2018/19                                                                                  | Вашингтон | 32               | 32               | 34,5             | 44,4             | 30,2             | 69,7             | 3,6              | 8,7              | 1,5              | 0,9              | 20,7             | Не участвовал  | Не участвовал  | Не участвовал  | Не участвовал  | Не участвовал  | Не участвовал  | Не участвовал  | Не участвовал  | Не участвовал  | Не участвовал  | Не участвовал  |
| 2020/21                                                                                  | Хьюстон   | 40               | 40               | 32,2             | 40,4             | 31,7             | 74,9             | 3,2              | 6,9              | 1,1              | 0,8              | 20,6             | Не участвовал  | Не участвовал  | Не участвовал  | Не участвовал  | Не участвовал  | Не участвовал  | Не участвовал  | Не участвовал  | Не участвовал  | Не участвовал  | Не участвовал  |
| 2022/23                                                                                  | Клипперс  | 34               | 3                | 22,2             | 40,8             | 30,3             | 68,1             | 2,7              | 5,2              | 0,8              | 0,4              | 11,4             | Не участвовал  | Не участвовал  | Не участвовал  | Не участвовал  | Не участвовал  | Не участвовал  | Не участвовал  | Не участвовал  | Не участвовал  | Не участвовал  | Не участвовал  |
|                                                                                          | Всего     | 647              | 604              | 34,9             | 43,0             | 32,2             | 77,6             | 4,2              | 8,9              | 1,6              | 0,7              | 18,7             | 37             | 37             | 38,7           | 41,9           | 26,7           | 82,2           | 4,3            | 9,8            | 1,7            | 1,1            | 21,9           |
| Наведите курсор мыши на аббревиатуры в заголовке таблицы, чтобы прочесть их расшифровку. |           |                  |                  |                  |                  |                  |                  |                  |                  |                  |                  |                  |                |                |                |                |                |                |                |                |                |                |                |

### Статистика в NCAA
| Сезон | Команда  | Conf  | Class | GP | GS | MPG  | FG%  | 3P%  | FT%  | RPG | APG | SPG | BPG | PPG  |
| --- | -------- | ----- | ----- | -- | -- | ---- | ---- | ---- | ---- | --- | --- | --- | --- | ---- |
| 2009/10 | Кентукки | SEC   | FR    | 37 | 37 | 34,8 | 46,1 | 32,5 | 75,4 | 4,3 | 6,5 | 1,8 | 0,5 | 16,6 |
| Всего | Всего    | Всего | Всего | 37 | 37 | 34,8 | 46,1 | 32,5 | 75,4 | 4,3 | 6,5 | 1,8 | 0,5 | 16,6 |
| Наведите курсор мыши на аббревиатуры в заголовке таблицы, чтобы прочесть их расшифровку Статистика приведена с сайта sports-reference.com |          |       |       |    |    |      |      |      |      |     |     |     |     |      |